# 2 Hearts
A 2 Hearts című dal az ausztrál énekesnő és dalszerző Kylie Minogue 2007. október 16-án megjelent első, kimásolt kislemeze 10. X című stúdióalbumáról. A dalt a Parlophone jelentette meg.

## Előzmények és megjelenés
Miután Európában és az Egyesült Királyságban is fellépett Minogue a Showgirl: The Greatest Hits Tour című turnéval, Ausztráliában és Ázsiában is folytatni szerette volna a turnét, azonban 2005. május 17-én, 36 éves korában Minogue-nál mellrákot diagnosztizáltak. Emiatt félbe kellett szakítania a turnét, és a Glastonbury fesztiválon sem tudott részt venni. Minogue-t Melbourne-ben kezelték, így ez az időszak egy rövid, de intenzív médiaszüneti időszakhoz vezetett, különösen az Ausztrál állomásokat érintve. 2005. május 21-én megműtötték Malvernben, a Cabrini kórházban, nemsokkal a kemoterápiás kezelés megkezdése után.
Miután felépült a betegségéből, Minogue 2006 közepén kezdett új dalszövegeket írni új albumára. Ez már a rákkezelés végén történt, mivel az előző évben nem dolgozott. A betegséget követő gyógyulási idő alatt az X volt az első olyan album, amelyre Minogue tudatosan felkészült. A dalszövegírás, a felvételek, a kiadás, és a turnéciklus is ide tartozott. Minogue felépülése után folytatta a turnét Showgirl: The Homecoming Tour címmel, és először Sydneyben lépett fel a táncosaival, új jelmezben, és új show elemekkel. 2007 januárjában Minogue több koncertet is adott Londonban, és Manchesterben.
A mellrákból való felépülés után Minogue elkezdte az "X" című stúdióalbum felvételét. A zeneszámokat Londonban vették fel az új albumhoz. Kish Mauve a "2 Hearts" című dalt Minogue-nak ajánlotta, kommentálva azzal, hogy Minogue azt mondta neki, hogy azóta szereti a dalt, mióta meghallotta azt. Minogue elmondta, hogy öröm volt együtt dolgoznia Kish Mauve-val, és egy másik dalt, a "Lose Control" címűt is közösen rögzítették.
A "2 Heart" és annak remixei 2007. október 9-én kerültek ki a fájlmegosztó webhelyekre. A dal premierje a brit rádióban másnap volt. A dalt világszerte különböző formátumokban megjelentették. A legtöbb országban CD-n jelent meg, és digitálisan is letölthetővé vált. Az Egyesült Királyságban bakelit maxi lemezen is megjelent korlátozott kiadásban. A dal promóciós kislemeze CD-n is megjelent, ahol a rajongók ingyenes példányokat is kaptak Minogue White Diamond című dokumentumfilmjének premierjén.

### Felvétel és összetétel
A "2 Hearts" egy Glam rock és elektro-rock stílusú dal. A dal elektromos gitárokból, dobokból, billentyűs hangszerekből, és zongorapritákból áll. A dalban a "Whoo" hang is elhangzik. A verzékben a dal akkord progressziója AM-D-G., a kórusban pedig az F-DM7-AM-C progressziót követi.

## Kritikák
A "2 Hearts" vegyes kritikákat kapott a kortárs zenekritikusoktól. Tom Ewing a Pitchfork Media-tól a dalt Goldfrapp zenéjéhez hasonlította, és azt írta, hogy "ez egy váratlan stilisztikai lépés, melyben az ő erősségeit használja ki2. Chris True (Allmusic) kiemelte a dalt az albumról. Alexis Petridis a The Guardiantól azt mondta, hogy a dal egy "nyertes" dal, zongoravezérelt ütemekkel. Evan Sawdey, a  PopMatters munkatársa pozitívan nyilatkozott a dalról, és azt mondta, hogy "a dal a szexi basszustól olyan amilyen, és tökéletes nyitószám, és nyilvánvaló, hogy nem csak a diszkószex-cica személyiségéhez fog visszatérni [...] A "2 Hearts" – eltekintve attól, hogy évek óta az egyik legjobb kislemeze – hihetetlen albunyitó dal". Dave Hughes a Slant magazintól azt mondta, hogy a "2 Hearts" a Goldfrapp galmierjének szervizelhető szakadása, mely elcsúszik, majd jól beindul, ezáltal Minogue biztonságban érezheti magát a dal közben. A Boston Globe kiemelte a dalt, mint az album legjobb dala, és azt mondta, hogy a "2 Hearts" egy pompás vezető dal, zeneileg a legnehezebb, de egyben a legfrissebb is, még akkor is, ha topogós, lendületes gyöngyszem, és lélegzetelállító, amolyan Marc Bolan-szerű.
A dal azonban negatív kritikákat is kapott a zenekritikusoktól. Sarah Walters, a Manchester Evening News munkatársa kevésbé volt lenyűgözve, és megjegyezte, hogy többre lett volna szükség a dalban, mint egy csomó énekelhető "wooh"-ra, az emlékezetes kislemez elkészítéséhez. A Drowning in Sound kritikusa, Alex Denney "csalódásnak" nevezte a dalt, és kijelentette, hogy ez a dal sikkes, mint egy burleszk, amely hasonlít egy Christina Aguilera általi világméretű meh-kórusra, amely Alison Goldfrapp vámpír elektrójával vált teljessé, mely olyan mint Feist "1234" című dala.
A Rolling Stone a dalt a 94. helyre sorolta a 2007-es 100 legjobb dalának listáján, bár a dalt nem adták ki az Egyesült Államokban.  A dal a Stylus magazin 2007. évi 50. legjobb dalának listáján is a 40. helyre került.

## Kereskedelmi sikerek
A dal Minogue szülőföldjén Ausztráliában az 1. helyen debütált a kislemezlistán, így a Slow óta ez volt az első helyezés, összességében pedig a tizedik dal, mely tizenhárom hétig volt slágerlistás helyezés. Noha 2007-ben ez volt Ausztrália legkevesebb  példányszámban elkelt kislemeze, 2008-ban legalább 35.000 példányban talált gazdára, és ezáltal arany minősítést kapott az ARIA-tól. A dal kevésbé volt sikeres Új-Zélandon, ahol a 34. helyen debütált, majd a következő héten elhagyta a listát. A dal ezután a 38. helyre került a White Diamond: A Personal Portrait of Kylie Minogue című filmjének premierjén leadott kópiák miatt. Ez volt az utolsó kislemeze, amely a Higher-ig felkerült a listára, és az utolsó szóló dala a Timebomb-ig. A dal Kanadában sem aratott sikert, ahol egyetlen hétig volt helyezett a 60. helyen. Svédországban a dal a 39. helyen debütált, majd két egymást követő héten a 3. helyen végzett. Ez volt Minogue legmagasabban végzett dala a "Can't Get You Out of My Head" óta.
A "2 Hearts" máshol is sikeres volt. 2007. november 11-én debütált az Egyesült Királyság kislemezlistáján a 12. helyen, kizárólag a digitális letöltések alapján. 2007. november 19-én érte el a 4. helyezést, a hol tizenhárom hétig maradt a legjobb hetvenöt között. A "2 Hearts" a 29. helyen debütált az ír kislemezlistán, egy héttel a fizikai kislemez megjelenése előtt. A következő héten a 12. helyezést érte el Írországban, és hét hétig maradt a legjobb 50 között. A Brit-szigeteken kívül Spanyolországban lett első számú sláger, mely 2007. november 18-án debütált az első helyen és tíz nem egymást követő héten keresztül a legjobb 20 között szerepelt. Olaszországban a dal a 10. helyen debütált az olasz kislemezlistán, majd a következő héten a második helyen érte el a csúcsot. A dal számos más európai országban is slágerlistás volt, köztük Ausztriában, Belgiumban, Dániában, Franciaországban, Hollandiában, és Svájcban.

## Videoklip
A dalhoz tartozó klipet Dawn Shadforth rendezte, és az angliai Surreyben található Shepperton Stúdióban forgatták 2007 szeptemberében. A videóban Minogue két különböző jelenetben látható: Fekete latex macskaruhában, vörös rúzzsal, és göndör szőke hajjal, valamint egy másik jelenetben sima fekete ruhában, és egy sötétebb titokzatosabb környezetben. A klip azzal kezdődik, hogy Minogue egy zongora tetején lévő mikrofonban énekel. A videó azzal zárul, hogy Minogue és zenekara fellép a színpadon, és körülöttük konfetti-eső esik.
Minogue a londoni BoomBox éjszakai klubból merített ihletett, ahol a londoni divathéten Dj-ként dolgozott. A Minogue és zenekara által viselt jelmezeket Gareth Pugh és Christopher Kane tervezte. A videót 2007. október 10-én mutatta be a GMTV.

A "2 Hearts"-t a Courteney Cox főszereplésével készült Cougar Town című ABC sitcom reklámban használták. és szerepelt a brazil Duas Caras szappanoperában is.

### Formátumok és számlista
| Digitális letöltés #1 1. "2 Hearts" — 2:54 2. "I Don't Know What It Is" — 3:17 3. "2 Hearts" (Harris & Masterson Extended Mix) — 4:24 12 inch vinyl picture disc" 1. "2 Hearts" — 2:54 2. "2 Hearts" (Alan Braxe Remix) — 4:54 3. "2 Hearts" (Studio Remix) — 7:35 | Digitális letöltés #2 1. "2 Hearts" (Alan Braxe Remix) — 4:54 2. "King or Queen" — 2:37 3. "2 Hearts" (Version by Studio) — 7:36 Ausztrál CD single 1. "2 Hearts" — 2:54 2. "2 Hearts" (Alan Braxe Remix) — 4:54 3. "King or Queen" — 2:37 4. "I Don't Know What It Is" — 3:18 5. "2 Hearts" (video) |

### Slágerlista
| Slágerlista (2007)                     | Legjobb helyezések |
| -------------------------------------- | ------------------ |
| Ausztrália (ARIA)                      | 1                  |
| Ausztria (Ö3 Austria Top 40)           | 14                 |
| Belgium (Ultratop 50 Flanders)         | 25                 |
| Belgium (Ultratop 50 Wallonia)         | 25                 |
| Kanada (Canadian Hot 100)              | 60                 |
| CIS (TopHit)                           | 50                 |
| Csehország (Rádio Top 100)             | 17                 |
| Dánia (Tracklisten Top 40)             | 14                 |
| Euro Digital Songs (Billboard)         | 5                  |
| European Hot 100 Singles (Billboard)   | 3                  |
| Franciaország (Single Top 100)         | 15                 |
| Németország (Media Control Charts)     | 13                 |
| Global Dance Tracks (Billboard)        | 33                 |
| Magyarország (Rádiós Top 40)           | 26                 |
| Írország (IRMA)                        | 12                 |
| Olaszország (FIMI)                     | 2                  |
| Hollandia (Top 40)                     | 31                 |
| Hollandia (Single Top 100)             | 29                 |
| Új-Zéland (Recorded Music NZ)          | 34                 |
| Norvégia (VG-lista)                    | 6                  |
| Romania (Romanian Top 100)             | 18                 |
| Russia Airplay (TopHit)                | 80                 |
| Skócia (Scottish Singles Top 40)       | 4                  |
| Szlovákia (Rádio Top 100)              | 7                  |
| Spanyolország (PROMUSICAE)             | 1                  |
| Svédország (Sverigetopplistan)         | 3                  |
| Svájc (Schweizer Hitparade)            | 10                 |
| Egyesült Királyság (UK Singles Chart)  | 4                  |
| Egyesült Királyság (UK Download Chart) | 6                  |

| Slágerlista (2007) | Helyezések |
| ------------------ | ---------- |
| Australia (ARIA)   | 81         |
| UK Singles (OCC)   | 77         |

| Slágerlista (2008)                   | Helyezés |
| ------------------------------------ | -------- |
| European Hot 100 Singles (Billboard) | 62       |

### Minősítések
| Régió                                                       | Minősítés | Eladott példányszám |
| ----------------------------------------------------------- | --------- | ------------------- |
| Ausztrália (ARIA)                                           | arany     | 35 000^             |
| ^ Kiszállítási példányszámok kizárólag a minősítés alapján. |           |                     |

### Megjelenések
| Ország             | Dátum              | Formátum               | Label      | Ref.   |
| ------------------ | ------------------ | ---------------------- | ---------- | ------ |
| Oroszország        | 2007. október 16.  | Contemporary hit radio | EMI        |        |
| Németország        | 2007. november 9.  | CD single              | EMI        | [ 52 ] |
| Németország        | 2007. november 9.  | CD Maxi Single         | EMI        | [ 53 ] |
| Németország        | 2007. november 9.  | Digitális letöltés     | EMI        | [ 54 ] |
| Egyesült Királyság | 2007. november 12. | CD single              | Parlophone | [ 55 ] |
| Egyesült Királyság | 2007. november 12. | CD maxi single         | Parlophone | [ 56 ] |
| Egyesült Királyság | 2007. november 12. | 12-inch single         | Parlophone | [ 57 ] |

## Készítők[58]
- Kylie Minogue – ének
- Kish Mauve – producer
- Dave Bascombe – mixing
- Geoff Pesche – masztering